# إيرف هيغينبوثمان
إيرف هيغينبوثمان (بالإنجليزية: Irv Higginbotham)‏ هو لاعب كرة قاعدة أمريكي، ولد في 26 أبريل 1882 في هومر في الولايات المتحدة، وتوفي في 12 يونيو 1959 في سياتل في الولايات المتحدة.